# Asma del Marocco
Asma del Marocco (in arabo الأميرة لالة أسماء‎?; Rabat, 29 settembre 1965) è una principessa marocchina.

## Biografia

### Istruzione e attività
Terzogenita del re Hasan II e di Latifa Amahzoune, la principessa Asma è stata istruita nel Collège royal del palazzo reale di Rabat.
È impegnata nel supporto ai bambini con problemi uditivi attraverso la Fondazione Lalla Asma, che nel 2023 ha firmato un accordo di cooperazione con la Children of Africa Foundation della first lady della Costa d'Avorio Dominique Ouattara.
Da questa collaborazione sono state avviate iniziative di screening uditivo neonatale e forniture di impianti cocleari ai bambini di altri paesi africani, quali Mali, Kenya e Burkina Faso. Nel marzo del 2024 venne inoltre inaugurato il Centro di diagnosi e riabilitazione uditiva di Rabat della Fondazione Lalla Asma.
Nel febbraio 2025 Asma avviò la terza edizione di un programma volto a migliorare la qualità della vita di bambini sordi o con problemi uditivi coinvolgendo 17 paesi tra l'Africa e il Medio Oriente, per creare una rete medica di alto livello. Nello stesso anno la principessa firmò un memorandum d'intesa tra la Gallaudet University e la sua Fondazione.

### Matrimonio
Il 5 novembre 1986, nel palazzo reale di Marrakech, venne stipulato il contratto matrimoniale (nikah) tra la principessa e Khalid Bouchentouf. Le nozze si tennero il 7 giugno 1987 al palazzo reale di Rabat.

## Patrocini
- Presidente onoraria della Fondazione Lalla Asma per i Bambini Sordi;[1][8]
- Presidente onoraria della Società per la protezione degli animali e della natura (SPANA).[1][8]

## Discendenza
Asma del Marocco e Khalid Bouchentouf hanno avuto due figli:
- Moulay Yazid Bouchentouf (25 luglio 1988);
- Lalla Nuhaila Bouchentouf (29 maggio 1992), ha sposato Ali El Hajji nel 2021 e ha avuto due figlie:[9]
  - Maysa El Hajji (2021);
  - Marjana El Hajji (2023).

## Titoli e trattamento
- 29 settembre 1965 - attuale: Sua Altezza Reale, la principessa Lalla Asma del Marocco

## Ascendenza
|                                    |                        |                              | Genitori            |  |  | Nonni |  |  | Bisnonni           |  |  | Trisnonni           |  |
|                                    |                        |                              |                     |  |  |       |  |  | Yusuf ben al-Hasan |  |  | Hasan I del Marocco |  |
|                                    |                        |                              |                     |  |  |       |  |  | Yusuf ben al-Hasan |  |  | Hasan I del Marocco |  |
|                                    |                        | Ruqiya al-Amrani             |                     |  |  |       |  |  | Yusuf ben al-Hasan |  |  |                     |  |
| Muhammad V del Marocco             |                        |                              |                     |  |  |       |  |  | Yusuf ben al-Hasan |  |  |                     |  |
|                                    |                        | Yaqut                        | ...                 |  |  |       |  |  |                    |  |  |                     |  |
|                                    |                        | Yaqut                        | ...                 |  |  |       |  |  |                    |  |  |                     |  |
|                                    |                        | Yaqut                        | ...                 |  |  |       |  |  |                    |  |  |                     |  |
| Hasan II del Marocco               |                        | Yaqut                        |                     |  |  |       |  |  |                    |  |  |                     |  |
|                                    |                        | Mohammed al-Tahar bin Hassan | Hasan I del Marocco |  |  |       |  |  |                    |  |  |                     |  |
|                                    |                        | Mohammed al-Tahar bin Hassan | Hasan I del Marocco |  |  |       |  |  |                    |  |  |                     |  |
|                                    |                        | Mohammed al-Tahar bin Hassan |                     |  |  |       |  |  |                    |  |  |                     |  |
| Abla bint Tahar                    |                        | Mohammed al-Tahar bin Hassan |                     |  |  |       |  |  |                    |  |  |                     |  |
|                                    |                        | ...                          | ...                 |  |  |       |  |  |                    |  |  |                     |  |
|                                    |                        | ...                          | ...                 |  |  |       |  |  |                    |  |  |                     |  |
|                                    |                        | ...                          | ...                 |  |  |       |  |  |                    |  |  |                     |  |
| Asma del Marocco                   |                        | ...                          |                     |  |  |       |  |  |                    |  |  |                     |  |
|                                    | Mouha ou Hammou Zayani | Mouha ou Aqqa                |                     |  |  |       |  |  |                    |  |  |                     |  |
|                                    | Mouha ou Hammou Zayani | Mouha ou Aqqa                |                     |  |  |       |  |  |                    |  |  |                     |  |
|                                    | Mouha ou Hammou Zayani | ...                          |                     |  |  |       |  |  |                    |  |  |                     |  |
| Hassan ould Mouha ou Hammou Zayani | Mouha ou Hammou Zayani |                              |                     |  |  |       |  |  |                    |  |  |                     |  |
|                                    |                        | Hennou                       | ...                 |  |  |       |  |  |                    |  |  |                     |  |
|                                    |                        | Hennou                       | ...                 |  |  |       |  |  |                    |  |  |                     |  |
|                                    |                        | Hennou                       | ...                 |  |  |       |  |  |                    |  |  |                     |  |
| Latifa Amahzoune                   |                        | Hennou                       |                     |  |  |       |  |  |                    |  |  |                     |  |
|                                    |                        | ...                          | ...                 |  |  |       |  |  |                    |  |  |                     |  |
|                                    |                        | ...                          | ...                 |  |  |       |  |  |                    |  |  |                     |  |
|                                    |                        | ...                          | ...                 |  |  |       |  |  |                    |  |  |                     |  |
| ...                                |                        | ...                          |                     |  |  |       |  |  |                    |  |  |                     |  |
|                                    |                        | ...                          | ...                 |  |  |       |  |  |                    |  |  |                     |  |
|                                    |                        | ...                          | ...                 |  |  |       |  |  |                    |  |  |                     |  |
|                                    |                        | ...                          | ...                 |  |  |       |  |  |                    |  |  |                     |  |
|                                    |                        | ...                          |                     |  |  |       |  |  |                    |  |  |                     |  |